# がんばれ!ピンチヒッターショー
『がんばれ!ピンチヒッターショー』は、1977年4月2日から同年8月20日までフジテレビ系列局で放送されていたフジテレビ制作のバラエティ番組である。全17回。

## 概要
ゲスト歌手にも参加してもらう野球コント、『トラック野郎』シリーズに便乗した企画、玉置宏によるカラオケ企画などによって構成。司会を務めていたのは伊東四朗とおりも政夫で、CM中には彼らによるコントも行われていた。
番組は基本的に毎週土曜 19:30 - 20:54 （日本標準時）に放送されていたが、同時間帯にプロ野球ナイター中継が予定されている日には放送を休止した（ナイター雨天中止時の雨傘番組には映画『若大将シリーズ』の作品が割り当てられていた）。また、この時間帯に単発特番『特集!スーパーカーでぶっ飛ばせ!』が放送された7月23日にも休止となった。
もともとこの番組は、前番組『欽ちゃんのドンとやってみよう!』が司会の萩本欽一の企画構想期間、および「ナイターの裏で冠番組はやりたくない」という意向によって一時休止することになったために開始したものである。タイトルにある「ピンチヒッター」は、『欽ドン!』のピンチヒッターを意味している。番組の終了後、予定通りにこの時間帯で『欽ドン!』の第2期がスタートした。
この番組は「懐かしのTV特集」などの回顧番組で取り上げられることはほとんどなく、1989年12月31日にフジテレビで放送された『タケちゃんの笑って逃げきる大晦日』で最終回が取り上げられた程度である。

## 出演者
- 伊東四朗
- おりも政夫（当時フォーリーブス）
- 玉置宏
- 辻佳紀
- 佐山俊二
- 劇団東京ヴォードヴィルショー
- ほか

## スタッフ
- プロデューサー：常田久仁子
- ディレクター：三宅恵介
- 作・構成：松岡孝、高田文夫

## コーナー
めざせ甲子園
高校野球部を舞台にしたコントのコーナー。レギュラーメンバーがゲスト歌手の勧誘を試みる模様を放送。
とび出せ爆笑一番星!!
伊東と歌手がデコトラに乗って様々な場所へ行く模様を放送。伊東は現地の主婦たちと話をし、歌手は歌を歌っていた。
カラオケテレビ中継
玉置が一般家庭を訪問し、そこでカラオケ歌合戦を行う模様を放送。
CM中のコント
CMの合間には、伊東とおりもによるパロディコントがあった。

## 放送リスト
| 回 | 放送日 （1977年） | サブタイトル                                             |
| -- | ----------------- | -------------------------------------------------------- |
| 1  | 4月2日            | 第一回快進撃大会                                         |
| 2  | 4月16日           | 花の甲子園！新入部員募集中                               |
| 3  | 4月23日           | 伊東四朗VSチビッコギャング                               |
| 4  | 5月7日            | 人気タレント50人大集合！電線オンドでスタジオなだれ込み!! |
| 5  | 5月14日           | かけめぐる！ビューティペア遂に登場!!                     |
| 6  | 5月21日           | 学園に出現!! 夢見る乙女と岩手の英語教師!?                |
| 7  | 5月28日           | ビューティペア大奮戦!! 汗と涙で伊東四朗KO!!              |
| 8  | 6月4日            | ピンクレディーSOS!! カルメン純情日記初公開!!             |
| 9  | 6月11日           | ヒデキの悪ガキ軍団 学園に挑戦!!                          |
| 10 | 6月18日           | 青春学園!! スター夏のかくし芸大会                        |
| 11 | 7月2日            | ピンクレディーの生け花・踊り・お茶・俳句!!               |
| 12 | 7月9日            | 青春学園海の合宿!! ナオコ婆ちゃん泳いデレラ!!            |
| 13 | 7月16日           | 駅前旅館大さわぎ!! おかみ・番頭・医者・芸者!!            |
| 14 | 7月30日           | スター夏の夜の誘惑!? どうかひとつ                        |
| 15 | 8月6日            | 学園サスペリア!! 野口刑事、また事件ですよ!!              |
| 16 | 8月13日           | 夏休み!! スター風流研究会                                |
| 17 | 8月20日           | さよなら大会                                             |

参考：『朝日新聞縮刷版』朝日新聞社、1977年4月2日 - 同年8月20日付のラジオ・テレビ欄 エラー: 日付が正しく記入されていません。（説明）。

## 放送局
特記の無い限り全て放送時間は土曜 19:30 - 20:54、同時ネット。
- フジテレビ
- 北海道文化放送[2]
- 岩手放送：日曜 16:30 - 17:54[3]
- 秋田テレビ[4]
- 山形テレビ[5]
- 仙台放送[6]
- 新潟総合テレビ[7]
- 長野放送[8]
- 山梨放送：日曜 16:35 - 18:00[9]
- 富山テレビ[10]
- 石川テレビ[10]
- 福井テレビ[10]
- テレビ静岡[9]
- 東海テレビ[11]
- 関西テレビ[12]
- 山陰中央テレビ[13]
- 岡山放送[14]
- テレビ新広島[14]
- テレビ愛媛[15]
- テレビ高知：日曜 15:00 - 16:25[16]
- テレビ西日本[17]
- テレビ長崎[17]
- テレビ熊本[17]
- テレビ大分：日曜 13:15 - 14:40[15]
- テレビ宮崎[18]
- 鹿児島テレビ：日曜 14:15 - 15:40[18]
- 沖縄テレビ[19]

ほか